# حلقه آروماتیکی ساده
حلقه‌های آروماتیکی ساده یا آرن‌های ساده یا آروماتیک‌های ساده، ترکیب‌های آلی آروماتیکی اند که تنها از یک سامانهٔ حلقه‌ای مسطح مزدوج تشکیل شده‌اند. بسیاری از آروماتیک‌های ساده، دارای نام خاص خود اند و معمولاً به عنوان زیرسازهٔ مولکول‌های پیچیده‌تر عمل می‌کنند (جانشینی آروماتیک‌ها). آروماتیک‌های سادهٔ معمول عبارتند از بنزن، ایندول و سیکلوتترادکاهپتان.
حلقه‌های آروماتیکی ساده اگر حلقه‌های غیرکربنی داشته باشند مانند اکسیژن، نیتروژن یا گوگرد، می‌توانند ترکیبات ناجورحلقه باشند. همچنین می‌توانند تک-حلقه‌ای باشند مانند بنزن، یا دو حلقه‌ای باشند مانند نفتالین یا چندحلقه‌ای باشند مانند آنتراسن. آروماتیک‌های سادهٔ تک حلقه‌ای معمولاً پنج عضو دارند مانند پیرول یا حلقهٔ شش تایی دارند مانند پیریدین.
| فوران                  | بنزوفوران                | ایزوبنزوفوران              |  |
| پیرول                  | ایندول                   | ایزوایندول                 |  |
| تیوفن                  | بنزوتیوفن                | Benzo[c]thiophene          |  |
| ایمیدازول              | بنزیمیدازول              | پورین                      |  |
| پیرازول                | ایندازول                 |                            |  |
| اکسازول                | Benzoxazole              |                            |  |
| ایزوکسازول             | بنزیسوکسازول             |                            |  |
| تیازول                 | بنزوتیازول               |                            |  |
|                        |                          |                            |  |
| Six-membered rings and | Fused six-membered rings | Fused six-membered rings   |  |
| بنزن                   | نفتالین                  | آنتراسن                    |  |
| پیریدین                | کوینولین                 | ایزوکوئینولین              |  |
| پیرازین                | کوئینوکسالین             | آکریدین                    |  |
| پیریمیدین              | کوینازولین               |                            |  |
| پیریدازین              | Cinnoline                | فتالازین                   |  |
| تری‌آزین                | تری‌آزین                  | ۵٬۳٬۱-تری‌آزین (s-triazine) |  |